# Approssimazione di Boussinesq (onde marine)

Simulazione di onde periodiche al di sopra di un banco di sabbia sottomarino ottenuta con una modellazione dell'approssimazione di Boussinesq. L'esempio combina diversi effetti delle onde in acque basse, come la rifrazione, la diffrazione e una debole non linearità.

In fluidodinamica, l'approssimazione di Boussinesq per le onde marine è un'approssimazione valida per onde debolmente non lineari e abbastanza lunghe. Sono così denominate in onore del francese Joseph Boussinesq, che le derivò nel 1872 basandosi sulle osservazioni fatte da John Scott Russell sulle onde di traslazione, note come solitoni.
L'approssimazione di Boussinesq per le onde marine prende in considerazione la struttura verticale della velocità di flusso orizzontale e verticale. Si ottiene un'equazione differenziale alle derivate parziali di tipo non lineare che incorpora la dispersione di frequenza. Nell'ingegneria costiera le equazioni di Boussinesq vengono usate frequentemente nelle modellizzazioni al computer per la simulazione delle onde marine in acque basse e all'interno dei porti.
L'approssimazione di Boussinesq si applica alle onde abbastanza lunghe, cioè quando la lunghezza dell'onda è comparabile con la profondità dell'acqua, mentre la trattazione di Stokes è più appropriata per le onde corte, cioè quando la lunghezza dell'onda è comparabile con la profondità o è più corta.

## Formalismo matematico

### Derivazione approssimata

Onde periodiche nell'approssimazione di Boussinesq, viste in sezione verticale nella direzione di propagazione dell'onda. Si hanno ventri piatti e creste ripide a causa della non linearità. L'onda qui rappresentata in scala, ha una lunghezza d'onda di 39,1 m, un'altezza di 1,8 m (differenza di elevazione tra ventre e cresta) e una profondità media dell'acqua di 5 m. L'accelerazione di gravità è 9,81 m/s².

Il concetto fondamentale dell'approssimazione di Boussinesq è l'eliminazione della coordinata verticale dalle equazioni del flusso, pur conservando qualche influenza della struttura verticale del flusso al di sotto dell'onda marina. Questo è utile in quanto le onde si propagano nel piano orizzontale e hanno un comportamento diverso (non ondoso) nella direzione verticale. Molto spesso infatti, come nel caso di Boussinesq, l'interesse è soprattutto nella propagazione dell'onda.
L'eliminazione della coordinata verticale fu introdotta per la prima volta Joseph Boussinesq nel 1871, per trovare una soluzione approssimata per l'onda di traslazione. L'anno seguente, 1872, egli derivò le equazioni oggi note come "equazioni di Boussinesq".
I passi dell'approssimazione sono:
- espansione in serie di Taylor della velocità di flusso orizzontale e verticale (o potenziale di velocità) attorno a una certa elevazione
- l'espansione di Taylor viene troncata a un numero finito di termini
- si assumono la conservazione della massa (dall'equazione di continuità) per un flusso incomprimibile e la condizione di rotore nullo per un flusso irrotazionale, per sostituire le derivate parziali verticali delle quantità della serie di Taylor con derivate parziali orizzontali

A questo punto si applica l'approssimazione di Boussinesq alle rimanenti equazioni di flusso, per eliminare la dipendenza dalla coordinata verticale. La risultante equazione differenziale alle derivate parziali è funzione solo delle coordinate orizzontali e del tempo.
Come esempio si consideri il flusso potenziale su un letto fluido orizzontale nel piano (x,z), cdove x e z sono rispettivamente le coordinate orizzontali e verticali. Il letto è situato a z = −h, dove h è la profondità media dell'acqua. Si fa un'espansione di Taylor del potenziale di velocità φ(x,z,t) attorno al livello del letto z = −h:
{\displaystyle {\begin{aligned}\varphi \,=\,&\varphi _{b}\,+\,(z+h)\,\left[{\frac {\partial \varphi }{\partial z}}\right]_{z=-h}\,+\,{\frac {1}{2}}\,(z+h)^{2}\,\left[{\frac {\partial ^{2}\varphi }{\partial z^{2}}}\right]_{z=-h}\,\\&+\,{\frac {1}{6}}\,(z+h)^{3}\,\left[{\frac {\partial ^{3}\varphi }{\partial z^{3}}}\right]_{z=-h}\,+\,{\frac {1}{24}}\,(z+h)^{4}\,\left[{\frac {\partial ^{4}\varphi }{\partial z^{4}}}\right]_{z=-h}\,+\,\cdots ,\end{aligned}}}
dove φb(x,t) è il potenziale di velocità nel letto. Utilizzando l'equazione di Laplace per φ, 
valida per un flusso incomprimibile, si ottiene:
{\displaystyle {\begin{aligned}\varphi \,=\,&\left\{\,\varphi _{b}\,-\,{\frac {1}{2}}\,(z+h)^{2}\,{\frac {\partial ^{2}\varphi _{b}}{\partial x^{2}}}\,+\,{\frac {1}{24}}\,(z+h)^{4}\,{\frac {\partial ^{4}\varphi _{b}}{\partial x^{4}}}\,+\,\cdots \,\right\}\,\\&+\,\left\{\,(z+h)\,\left[{\frac {\partial \varphi }{\partial z}}\right]_{z=-h}\,-\,{\frac {1}{6}}\,(z+h)^{3}\,{\frac {\partial ^{2}}{\partial x^{2}}}\left[{\frac {\partial \varphi }{\partial z}}\right]_{z=-h}\,+\,\cdots \,\right\}\\=\,&\left\{\,\varphi _{b}\,-\,{\frac {1}{2}}\,(z+h)^{2}\,{\frac {\partial ^{2}\varphi _{b}}{\partial x^{2}}}\,+\,{\frac {1}{24}}\,(z+h)^{4}\,{\frac {\partial ^{4}\varphi _{b}}{\partial x^{4}}}\,+\,\cdots \,\right\},\end{aligned}}}
poiché la velocità verticale ∂φ / ∂z è nulla al letto orizzontale (impermeabile) z = −h. Si può troncare la serie dopo un numero finito di termini.

### Derivazione originale
Per un'onda marina su un fluido incomprimibile in un flusso irrotazionale nel piano (x,z), le condizioni al contorno al livello della superficie libera z = η(x,t) sono:
{\displaystyle {\begin{aligned}{\frac {\partial \eta }{\partial t}}\,&+\,u\,{\frac {\partial \eta }{\partial x}}\,-\,w\,=\,0\\{\frac {\partial \varphi }{\partial t}}\,&+\,{\frac {1}{2}}\,\left(u^{2}+w^{2}\right)\,+\,g\,\eta \,=\,0,\end{aligned}}}
dove:
u è la componente orizzontale della velocità di flusso: u = ∂φ / ∂x,
w è la componente verticale della velocità di flusso: w = ∂φ / ∂z,
g è l'accelerazione di gravità.
L'approssimazione di Boussinesq per il potenziale di velocità φ, come visto sopra, si applica a queste condizioni al contorno.
Inoltre nell'equazione risultante vengono mantenuti solo i termini lineari e quadratici rispetto a η e ub (con ub = ∂φb / ∂x velocità orizzontale al letto z = −h). I termini cubici e di ordine superiore si considerano trascurabili.
Si ottengono così i seguenti gruppi di equazioni:
gruppo A – Boussinesq (1872), equazione (25)
{\displaystyle {\begin{aligned}{\frac {\partial \eta }{\partial t}}\,&+\,{\frac {\partial }{\partial x}}\,\left[\left(h+\eta \right)\,u_{b}\right]\,=\,{\frac {1}{6}}\,h^{3}\,{\frac {\partial ^{3}u_{b}}{\partial x^{3}}},\\{\frac {\partial u_{b}}{\partial t}}\,&+\,u_{b}\,{\frac {\partial u_{b}}{\partial x}}\,+\,g\,{\frac {\partial \eta }{\partial x}}\,=\,{\frac {1}{2}}\,h^{2}\,{\frac {\partial ^{3}u_{b}}{\partial t\,\partial x^{2}}}.\end{aligned}}}
Questo gruppo di equazioni è stato derivato per un letto orizzontale piatto, cioè dove la profondità media h è costante indipendentemente dalla posizione di x. Se il secondo termine delle equazioni è posto uguale a zero, esse si riducono alle equazioni per acque basse.
Sotto opportune approssimazioni, ma con lo stesso ordine di accuratezza, il gruppo di equazioni A può essere ridotto a una singola equazione differenziale per l'elevazione della superficie libera η:
gruppo B – Boussinesq (1872), equazione (26)
{\displaystyle {\frac {\partial ^{2}\eta }{\partial t^{2}}}\,-\,gh\,{\frac {\partial ^{2}\eta }{\partial x^{2}}}\,-\,gh\,{\frac {\partial ^{2}}{\partial x^{2}}}\left({\frac {3}{2}}\,{\frac {\eta ^{2}}{h}}\,+\,{\frac {1}{3}}\,h^{2}\,{\frac {\partial ^{2}\eta }{\partial x^{2}}}\right)\,=\,0.}
Dai termini tra parentesi, l'importanza della non linearità delle equazioni può essere espressa in termini del numero di Ursell. In grandezze adimensionali, usando la profondità dell'acqua h e l'accelerazione di gravità g per l'adimensionalità, l'equazione dopo normalizzazione diventa:
{\displaystyle {\frac {\partial ^{2}\psi }{\partial \tau ^{2}}}\,-\,{\frac {\partial ^{2}\psi }{\partial \xi ^{2}}}\,-\,{\frac {\partial ^{2}}{\partial \xi ^{2}}}\left(\,3\,\psi ^{2}\,+\,{\frac {\partial ^{2}\psi }{\partial \xi ^{2}}}\,\right)\,=\,0,}
con:
| {\displaystyle \psi \,=\,{\frac {1}{2}}\,{\frac {\eta }{h}}}     | : elevazione adimensionale della superficie, |
| {\displaystyle \tau \,=\,{\sqrt {3}}\,t\,{\sqrt {\frac {g}{h}}}} | : tempo adimensionale,                       |
| {\displaystyle \xi \,=\,{\sqrt {3}}\,{\frac {x}{h}}}             | : posizione orizzontale adimensionale.       |

Da tale equazione, imponendo un verso preciso nella propagazione dell'onda, si può ricavare l'equazione di Korteweg-de Vries, che ammette soluzioni solitoniche.